# NGC 4405
NGC 4405 is een spiraalvormig sterrenstelsel in het sterrenbeeld Hoofdhaar. Het hemelobject werd op 21 maart 1784 ontdekt door de Duits-Britse astronoom William Herschel.

## Synoniemen
- IC 788
- UGC 7529
- MCG 3-32-36
- PGC 40643
- VCC 874
- IRAS12235+1627
- ZWG 99.50